# Die Fantastischen Vier mit neuen Abenteuern
Die Fantastischen Vier mit neuen Abenteuern (OT: Fantastic Four) ist die dritte Zeichentrickserie, die auf der Marvel-Comics-Serie Die Fantastischen Vier basiert. Sie wurde vom 24. September 1994 bis zum 24. Februar 1996 in den Vereinigten Staaten in der The Marvel Action Hour ausgestrahlt, die auf verschiedenen Fernsehsendern lief. Die Serie hatte zwei Staffeln mit je 13 Folgen. In Deutschland wurde die Serie ab dem 1. Juni 1997 im samstäglichen Kinderprogramm auf dem Privatsender RTL Television ausgestrahlt.

## Hintergrund
In den frühen 1990ern brachte Marvel Productions eine neue Serie zu den Fantastischen Vier als Teil der The Marvel Action Hour heraus und vermarktete sie auf verschiedenen Sendern. In der ersten Hälfte der Stunde wurde Der unbesiegbare Iron Man ausgestrahlt, die zweite Hälfte war den Fantastischen Vier vorbehalten. In der ersten Staffel trat Stan Lee, Chef von Marvel und Erfinder der beiden Serien auf, stellte die Figuren der jeweiligen Serie vor und erklärte, was ihn zu diesen inspiriert habe.
Die erste Staffel war durch die kostenintensiven, aber von vielen als veraltet bezeichneten Animationen von Wang Film Productions und Kennedy Cartoons, sehr teuer. Versuche, Humor durch die Beifügung einer peniblen, britischen Vermieterin (synchronisiert von Stan Lees Frau Joan) wurden von den Fans als störend empfunden. Comic-Zeichner Tom DeFalco bekam Probleme bei Marvel, als er die Serie aufs Korn nahm, indem er den Superhelden Ant-Man in einem Strip in Fantastic Four #396 eine Folge der Serie schauen ließ und dieser sich über die schlechte Qualität der Serie amüsierte.
Sowohl die Fantastischen Vier, als auch Iron Man wurden für die zweiten Staffeln grundlegend überarbeitet. Die Animationen übernahm nun das Philippine Animation Studio, Inc. Auch ließ der neu engagierte Supervising Producer Tom Tataranowicz (unter anderem Biker Mice from Mars) die Geschichten etwas anspruchsvoller und weniger kindgerecht umsetzen. Es gab daher weniger Einführungen von Stan Lee. Außerdem wurde das Baxter Building (das Zuhause der Fantastischen Vier) in der ersten Folge zerstört und musste dem Four Freedoms Plaza weichen. Die Geschichten orientierten sich nun auch an den von John Byrne neu verfassten Fantastische-Vier-Comics der 1980er Jahre und dem Zeichenstil von John Buscema. Ein neues, instrumentales Intro ersetzte den Titelsong, der durch seinen seltsamen, fehlerhaften Text und seine Eingängigkeit vielen Fans als Ohrwurm hängengeblieben ist.

## Handlung

### Staffel 1
Die meisten Folgen der ersten Staffel sind Nacherzählungen und Neuinterpretationen der 1960er Comic-Ausgaben der Fantastischen Vier, die von Stan Lee und Jack Kirby erdacht waren. Die meisten Folgen richteten sich nach dem Original. So gab es einen Zweiteiler über Galactus und dessen Herold Silver Surfer, der sich eng an The Galactus Trilogy orientierte.
In der Doppelepisode Marionetten des Bösen wird die Entstehungsgeschichte der Fantastischen Vier wieder aufgerollt. Anschließend übernimmt der Puppet Master die Kontrolle über das Ding und benutzt ihn um die Unsichtbare zu fangen. Mister Fantastic befreit das Ding und besiegt den Puppet Master. Als der Puppet Master zurückkehrt um seine eigene Puppe von seiner Stieftochter Alicia Masters zu nehmen, stürzt er bei einem Kampf aus dem Fenster und scheint tot zu sein. Doch die Fantastischen Vier können seine Leiche nicht finden. Die blinde Alicia Masters wird die Freundin vom Ding.
In der Doppelfolge Der Bote aus einer fernen Welt bekämpfen Silver Surfer, Firelord und Terrax die Fantastischen Vier, während ihr Meister Galactus versucht, die Erde zu verschlingen. Am Ende stellt sich der Silver Surfer gegen seinen Meister und wird verstoßen.
Der Dreiteiler „Im Auftrag von Dr. Doom“  handelt davon, dass Doctor Doom die Fantastischen Vier gefangen hält und dazu zwingt, in der Zeit zu reisen und ihm ein bestimmtes Objekt zu bringen. In einer Nebenhandlung erzählt Doctor Doom seine Entstehungsgeschichte. Die Staffel endet mit der Folge „Die Rückkehr des Silver Surfer“, in der Doctor Doom dem Silver Surfer die Kräfte stiehlt, um die Erde zu unterjochen.

### Staffel 2
In der ersten Episode der zweiten Staffel „Die Insel des Dr. Doom“ raubt Doctor Doom den vier ihre Kräfte. Mit der Hilfe von Daredevil können sie diese jedoch zurückerlangen. Das Ding ist sehr wütend, da er zu seinem monströsen Äußeren zurückmuss, und zerquetscht Doctor Doom die Hand. Dieser kehrt später in „Alptraum in grün“ zurück und manipuliert den Hulk, um die Fantastischen Vier anzugreifen.
Eine drei Folgen umspannende Geschichte erzählt die Entstehung der Superschurkengruppe Die Furchtbaren Vier. In dem Dreiteiler tauchen auch die Inhumans zum ersten Mal auf. Crystal wird anschließend die Freundin der Menschlichen Fackel, aber durch eine Barriere von ihm getrennt. In der weiteren Staffel leidet die Fackel unter Liebeskummer, der immer wieder thematisiert wird.
In „Die Beute des schwarzen Panthers“ lockt der Superheld Black Panther die Fantastischen Vier in das Land Wakanda, die ihn bei seinem Kampf gegen Klaw unterstützen. 
In der Folge „Ego, der lebende Planet“ helfen die Fantastischen Vier und Thor Galactus Ego, den lebenden Planeten zu bekämpfen. Sowohl Galactus als auch Thor, kommen auch in der Episode „Kampf der Giganten“ vor. Neben Thor ist auch Ghost Rider zu sehen. Hier ist ein Kontinuitätsfehler zu finden, den der schon aus der ersten Staffel bekannte Terrax wird als neuer Herold von Galactus eingeführt. 
Franklin Storm, der Vater von Johnny und Susanne Storm, spielt in der Episode „Rache für Dr. Storm“ mit. Wie in den Comics ist er ein gesuchter Mann, der seine Frau bei einem Unfall verloren und einen Geldeintreiber bei einer Auseinandersetzung versehentlich getötet hatte. Nachdem Sue von einem Skrull angegriffen und schwer verletzt wurde, kam er aus seinem Versteck und rettete seine Tochter. Danach ließ er sich verhaften. Doch Super-Skrull imitiert Franklin Storm und läuft in der Stadt Amok. Die Fantastischen Vier können den Außerirdischen jedoch aufhalten. Jedoch wurde Storm von Warlord Morrat in der gleichen Folge getötet, als er die Fantastischen Vier vor einer Falle warnen wollte.
In der Folge „Zurück in die Vergangenheit“ kämpfen die menschliche Fackel, Impossible Man und der Superhund Lockjaw gegen Super-Skrull. Die Episode ist ein Rückblick auf die zweite Staffel.
The Inhumans können sich in Episode 12 „Die Reise nach Tivu“ von der Barriere befreien. Crystal kehrt zur menschlichen Fackel zurück. Währenddessen kämpfen die restlichen Mitglieder der Fantastischen Vier gegen einen Sentry-459, einen Superroboter der eine Pazifikinsel bewacht.
Im Finale „Der Plan des Dr. Doom“ kann Doctor Doom zum zweiten Mal die Kräfte des Silver Surfers stehlen und errichtet eine Terrorherrschaft auf der Erde. Die Fantastischen Vier können ihn jedoch mit der Hilfe von Galactus’ Barriere aufhalten.

### Staffel 3
Nach Angaben von Produzent Tom Tataranowicz hätte es eine dritte Staffel der Serie geben sollen. Er hätte gerne die Geschichten um die Schwangerschaft von Sue Storm erzählt. Seiner Ansicht nach hätte dies der Crew die Möglichkeit gegeben, eine neue Version von Prinz Namor (der lediglich in Staffel 1 vorkam) zu präsentieren, da er in der Geschichte eine große Rolle spielte. Tataranowicz wollte außerdem Medusa und She-Hulk als Mitglieder der Fantastischen Vier einfügen (She-Hulk ersetzte Das Ding als Teil der Secret-Wars-Storyline, während Medusa die schwangere Sue Richards ersetzte).

## Crossover
Verbindungen gab es zu den aus der gleichen Zeit stammenden Serien New Spider-Man (1994) und Der unglaubliche Hulk (1996). Die Episoden 61–63 von New Spider-Man erzählen die Story der Secret Wars, die bereits in der Comic-Reihe die verschiedenen Serien miteinander verband. Die Fantastischen Vier unterstützen dabei Spider-Man in einem Test, ob die gute oder böse Seite seiner Persönlichkeit gewinnt. 
In Episode 8 der Hulk-Zeichentrickserie sucht Bruce Banner und She-Hulk die Fantastischen Vier auf, damit Mr. Fantastic Banner von seiner Last befreien kann. Jedoch sind alle bis auf das Ding in Urlaub. Die drei kämpfen gegen Ogress und Gamma Warriors.

## Synchronsprecher

### Hauptdarsteller
| Rolle                                                  | Original-Sprecher                                                                                   | Deutscher Sprecher |
| ------------------------------------------------------ | --------------------------------------------------------------------------------------------------- | ------------------ |
| Reed Richards / Mister Fantastisch                     | Beau Weaver                                                                                         | Randolf Kronberg   |
| Susan Richards / Die Unsichtbare                       | Lori Alan                                                                                           | Monika Kockott     |
| Ben Grimm / Das Ding                                   | Chuck McCann                                                                                        | Tommi Piper        |
| Johnny Storm / Die menschliche Fackel                  | Quinton Flynn                                                                                       | Christian Tramitz  |
| Victor von Doom / Doktor Doom                          | John Stephenson (erster Sprecher), Neil Ross (zweiter Sprecher), Simon Templeman (dritter Sprecher) | unbekannt          |
| Alicia Masters                                         | Pauline Arthur Lomas                                                                                | unbekannt          |
| Puppet Master, Warlord Krang, Super-Skrull (Staffel 1) | Neil Ross                                                                                           | unbekannt          |

### Gastrollen
- Edward Albert – Silver Surfer (Staffel 2)
- Gregg Berger – Mole Man
- Mary Kay Bergman – Princess Anelle
- Jane Carr – Lady Dorma
- Rocky Carroll – Triton (erster Sprecher)
- Dick Clark – Himself
- Jim Cummings – Slasher Curtis, Präsident Bill Clinton, Votan
- Keith David – Black Panther
- Michael Dorn – Gorgon
- Ron Feinberg – Terrax (Staffel 2)
- Ron Friedman – Blastaar
- Brad Garrett – Hydro-Man
- George Gee – er selbst
- Dan Gilvezan – Warlord Morrat
- Benny Grant – Rick Jones
- Richard Grieco – Johnny Blaze/Ghost Rider
- Mark Hamill – Kree Sentry, Maximus the Mad, Triton (zweiter Sprecher)
- Jess Harnell – Impossible Man, Super-Skrull (Season 2)
- Jamie Horton – Psycho-Man
- Charles Howerton – Klaw
- Kathy Ireland – Crystal
- Tony Jay – Galactus, Terrax (Staffel 1)
- Green Jellÿ – Themselves
- Clyde Kusatsu – Annihilus, Karnak
- Kay E. Kuter – Ego the Living Planet
- Joan Lee – Mrs. Lavinia Forbes
- Stan Lee – Himself
- Kerrigan Mahan – Seeker
- Leeza Miller McGee – Nova
- Richard McGonagle – Franklin Storm
- Katherine Moffat – Commander Lyja
- Iona Morris – Medusa
- Alan Oppenheimer – Firelord, Uatu
- Gary Owens – Himself
- Ron Perlman – Bruce Banner/Hulk, Wizard
- Riff Regan – Melinda
- John Rhys-Davies – Thor
- Robert Ridgely – Skrull Emperor
- Robin Sachs – Silver Surfer (Staffel 1)
- Bill Smitrovich – Daredevil
- Gina Tuttle – TV Reporter
- James Warwick – Namor, Sam Jaggers

## DVD-Veröffentlichung
Nachdem 2005 der Kinofilm Fantastic Four in die Kinos gekommen war, veröffentlichte The Walt Disney Company (über Walt Disney Studios Home Entertainment) die Serie am 5. Juli des gleichen Jahres auf DVD. Das DVD-Set enthielt neue Moderationen von Stan Lee, die die 26 Episoden einleiteten. Einige Episoden waren geschnitten, da sie auf einer bereits geschnittenen Ausstrahlung beruhten und so einige Szenen fehlten. Mehrere ungeschnittene DVDs folgten jedoch. Im April 2009 erschien eine deutschsprachige Ausgabe der beiden Staffelboxen.

## Episodenliste
RTL Television strahlte die Serie ab dem 1. Juni 1997 im samstäglichen Vormittagsprogramm aus. Die genauen Daten der Erstausstrahlung, die teilweise eine andere Reihenfolge als die US-amerikanische Ausstrahlung hatte, liegen leider nicht vor.
| Nummer (gesamt) | Nummer (Staffel) | Deutscher Titel                       | Originaltitel                                            | Erstausstrahlung (USA) | Freunde und Feinde                   |
| 1               | 1–01             | Marionetten des Bösen Teil 1          | The Origin of the Fantastic Four Part 1                  | 24. September 1994     | Puppet Master                        |
| 2               | 1–02             | Marionetten des Bösen Teil 2          | The Origin of the Fantastic Four Part 2                  | 1. Oktober 1994        | Puppet Master                        |
| 3               | 1–03             | Namor, der Herrscher der Meere        | Now Comes the Sub-Mariner                                | 8. Oktober 1994        | Namor                                |
| 4               | 1–04             | Die Verwandlungen der Skrulls         | Incursion of the Skrulls                                 | 15. Oktober 1994       | die Skrulls                          |
| 5               | 1–05             | Der Bote aus einer fernen Welt Teil 1 | The Silver Surfer & the Coming of Galactus (Part 1 of 2) | 22. Oktober 1994       | Galactus, Silver Surfer, The Watcher |
| 6               | 1–06             | Der Bote aus einer fernen Welt Teil 2 | The Silver Surfer & the Coming of Galactus (Part 2 of 2) | 29. Oktober 1994       | siehe oben + Terrax und Firelord     |
| 7               | 1–07             | Der Super-Skrull                      | Superskrull                                              | 5. November 1994       | die Skrulls, Superskrull             |
| 8               | 1–08             | Im Auftrag von Dr. Doom Teil 1        | The Mask of Doom Part 1                                  | 12. November 1994      | Doctor Doom                          |
| 9               | 1–09             | Im Auftrag von Dr. Doom Teil 2        | The Mask of Doom Part 2                                  | 19. November 1994      | Doctor Doom                          |
| 10              | 1–10             | Im Auftrag von Dr. Doom Teil 3        | The Mask of Doom Part 3                                  | 26. November 1994      | Doctor Doom                          |
| 11              | 1–11             | Der Maulwurf will nach oben           | Mole Man                                                 | 3. Dezember 1994       | Mole Man                             |
| 12              | 1–12             | Bedrohung aus der Negativzone         | Behold the Negative Zone                                 | 10. Dezember 1994      |                                      |
| 13              | 1–13             | Die Rückkehr des Silver Surfer        | The Silver Surfer & the Return of Galactus               | 17. Dezember 1994      | Doctor Doom, Silver Surfer, Galactus |

| Nummer (gesamt) | Nummer (Staffel) | Deutscher Titel                  | Originaltitel                                | Erstausstrahlung (USA) | Freunde und Feinde                   |  |
| 14              | 2–01             | Die Insel des Dr. Doom           | And a Blind Man Shall Lead Them              | 23. September 1995     | Daredevil, Doctor Doom               |  |
| 15              | 2–02             | Die schrecklichen Vier           | Inhumans Saga (1): And the Wind Cries Medusa | 30. September 1995     | Die fürchterlichen Vier              |  |
| 16              | 2–03             | Medusa und Crystal               | Inhumans Saga (2): The Inhumans Among Us     | 7. Oktober 1995        | The Inhumans                         |  |
| 17              | 2–04             | Geheimnisvolles Atalon           | Inhumans Saga (3): Beware the Hidden Land    | 14. Oktober 1995       | The Inhumans                         |  |
| 18              | 2–05             | Verkehrte Welt                   | Worlds Within Worlds                         | 21. Oktober 1995       | Psycho-Man                           |  |
| 19              | 2–06             | Ego, der lebende Planet          | To Battle the Living Planet                  | 4. November 1995       | Die Rächer, Thor, Ego, Galactus      |  |
| 20              | 2–07             | Die Beute des schwarzen Panthers | Prey of the Black Panther                    | 11. November 1995      | The Black Panther, Klaw              |  |
| 21              | 2–08             | Kampf der Giganten               | When Calls Galactus                          | 18. November 1995      | Galactus, Terrax, Thor, Ghost Rider  |  |
| 22              | 2–09             | Alptraum in grün                 | Nightmare in Green                           | 25. November 1995      | Doctor Doom, Hulk                    |  |
| 23              | 2–10             | Rache für Dr. Storm              | Behold, a Distant Star                       | 3. Februar 1996        | Franklin Storm, die Skrulls, Morrat  |  |
| 24              | 2–11             | Zurück in die Vergangenheit      | Hopelessly Impossible                        | 10. Februar 1996       | Impossible Man, Lockjaw, Superskrull |  |
| 25              | 2–12             | Die Reise nach Tivu              | The Sentry Sinister                          | 17. Februar 1996       | Sentry-459, The Inhumans             |  |
| 26              | 2–13             | Der Plan des Dr. Doom            | Doomsday                                     | 24. Februar 1996       | Silver Surfer, Doctor Doom, Crystal  |  |